# Edmundo Bolio Ontiveros
Edmundo Bolio Ontiveros fue un escritor, maestro y político mexicano, nacido el 28 de enero de 1889 en Izamal, Yucatán y fallecido en la Ciudad de México en 1971. Diputado al Congreso de la Unión y varias veces al congreso local del estado de Yucatán. Firmó muchos de sus trabajos literarios con el seudónimo de Nacozari.

## Datos biográficos
Cursó sus estudios primarios y superiores en la ciudad de Mérida hasta obtener en 1909 el título de profesor en la Escuela Normal Superior. En 1910 se distinguió por su combate activo en la prensa contra la dictadura porfirista lo que hizo que fuera perseguido en su tierra natal y en Ciudad de México y sufrió prisión en San Juan de Ulúa. Fue director de la escuela Roque Jacinto Campos de Motul donde conoció a Felipe Carrillo Puerto con quien le unió sólida amistad. Colaboró con el régimen preconstitucional de Salvador Alvarado en 1915 - 1918. Colaboró en la organización del Partido Socialista del Sureste del cual fue jefe del departamento cultural y bibliográfico durante la etapa formativa de esa institución política.
Se afilió más tarde al obregonismo en la lucha contra el gobierno de Venustiano Carranza y también fue perseguido políticamente por ese hecho. Como periodista colaboró con La voz del obrero, El Peninsular, La Revista de Mérida -antecedente del actual Diario de Yucatán-, el Diario del Sureste, La Voz de los Cerros y otras publicaciones nacionales como el periódico El Nacional.
Fue secretario general de la Liga de Maestros Racionalistas, habiendo participado activamente en el establecimiento de la corriente denominada racionalista en la política educativa del estado de Yucatán, colaborando a ese propósito con José de la Luz Mena y Rodolfo Menéndez de la Peña, durante el gobierno socialista de Carrillo Puerto. Oficial mayor de gobierno en su estado natal y también secretario general de gobierno. Procurador federal de trabajo, director del Diario Oficial. Presidió el Consejo de Educación Pública en 1919 y director de la Biblioteca Manuel Cepeda Peraza. Colaboró en la elaboración de la Enciclopedia Yucatanense. Fue un activo difusor de la cultura en México.

## Obra literaria
- Prosas del alma
- Cuentos cívicos
- Melchor Ocampo
- Los ladrones (obra teatral)
- La instrucción pública en Yucatán, hasta 1910
- De la cuna al paredón (vida y muerte de Felipe Carrillo Puerto)
- Yucatán en la dictadura
- Mayismos, barbarismos y provincionalismos yucatecos
- Breviario bohemio (incluye su poema a Izamal)
- Diccionario histórico, geográfico y biográfico de Yucatán (1944)
- Los templos redondos de Kukulcán, en colaboración con Ricardo Mimenza Castillo (1948)[3]

## Reconocimientos
Hay varias escuelas que llevan su nombre en México, entre otras: 
- Escuela Edmundo Bolio Ontiveros de Xanabá.[4]
- Escuela Edmundo Bolio Ontiveros en su pueblo natal Izamal.[5]